# Rhyscotus texensis
Rhyscotus texensis är en kräftdjursart som först beskrevs av Richardson 1905.  Rhyscotus texensis ingår i släktet Rhyscotus och familjen Rhyscotidae. Inga underarter finns listade i Catalogue of Life.